# 伦纳特·埃克达尔
伦纳特·埃克达尔（瑞典語：Lennart Ekdahl，1912年12月8日—2005年9月15日），瑞典前男子帆船运动员。他曾代表瑞典参加1936年夏季奥林匹克运动会帆船比赛，获得6米级铜牌。